# Grupo Arco-Íris de Cidadania LGBT+
O Grupo Arco-Íris de Cidadania LGBT+ é uma organização não governamental, com sede no Rio de Janeiro, dedicada à defesa dos direitos humanos e à promoção da cidadania da população LGBTQIAPN+. Foi fundado em 21 de maio de 1993 por Augusto Andrade e Luiz Carlos Barros de Freitas, e é uma das entidades mais antigas do movimento LGBT+ em atividade no Brasil após a redemocratização .
Desde 2010, o Grupo Arco-Íris organiza um acervo dedicado à história dos movimentos LGBT no Brasil e, em 2018, criou um centro de memória que deu origem ao projeto do Museu Movimento LGBTI+ Rio, inaugurado em 2023, quando o Grupo Arco-Íris completou 30 anos em atividade. No mesmo ano, grupo foi certificado pelo Instituto Brasileiro de Museus (Ibram) como ponto de memória social, reconhecimento concedido a iniciativas que promovem a preservação do patrimônio cultural e da memória coletiva.

## História
O Grupo Arco-Íris de Cidadania LGBTI+ surgiu em 1993, no Rio de Janeiro, inspirado pela experiência de Augusto Andrade e Luiz Carlos Barros de Freitas durante uma viagem aos Estados Unidos. Ao visitarem o distrito de Castro, em São Francisco, presenciaram manifestações públicas de afeto e liberdade de expressão da comunidade LGBT+, fundando assim o Grupo Arco-Íris. A primeira reunião do grupo ocorreu no bairro da Tijuca, com foco na promoção da autoaceitação e no enfrentamento da homofobia estrutural.
O grupo esteve à frente da organização de todas as edições da Parada do Orgulho LGBT do Rio de Janeiro e ampliou sua atuação para diversas frentes, como educação, políticas públicas e articulação com instituições governamentais e outras organizações da sociedade civil. A "Campanha Não Homofobia!", promovida pelo Grupo Arco-Íris, foi a principal peça de divulgação da 13ª Parada do Orgulho LGBT do Rio de Janeiro, realizada em 2008.
Desde sua fundação, o Grupo Arco-Íris se destacou por articular ações culturais, educativas e políticas voltadas à população LGBT+, com ênfase em juventudes, prevenção às ISTs e valorização da memória LGBT+. Também atuou fortemente em campanhas de enfrentamento à violência e ao preconceito.

## Paradas e reconhecimento
O Grupo Arco-Íris é responsável pela organização da Parada do Orgulho LGBT+ do Rio de Janeiro desde a sua primeira edição, intitulada "Marcha pela Cidadania Plena de Gays e Lésbicas", realizada em 1995 como ação política de afirmação e etapa final da 17a. Conferência da ILGA – International Lesbian, Gay, Bisexual, Trans and Intersex Association. É expressivamente considerada pela comunidade LGBT como a primeira parada LGBT realizada no Brasil. O evento consolidou-se como uma das maiores manifestações do gênero no país, reunindo milhares de pessoas anualmente, e continua a ser organizada pelo grupo.
No estado do Rio de Janeiro, o Grupo Arco-Íris é reconhecido como instituição de utilidade pública desde o ano 2000.
Em 2023, durante a comemoração pelos 30 anos de fundação do Grupo Arco-Íris de Cidadania LGBT+, o deputado estadual Carlos Minc (PSB-RJ) apresentou proposta de concessão da Medalha Tiradentes, a mais alta honraria do estado do Rio de Janeiro, ao grupo. Entretanto, a iniciativa foi arquivada após um embate no plenário da Assembleia Legislativa do Estado do Rio de Janeiro (Alerj), com oposição de parlamentares conservadores, especialmente o deputado Alan Lopes (PL), que vinculou sem apresentar provas imagens da Marcha das Vadias de 2013 ao Grupo Arco-Íris.
Diante do arquivamento, Minc organizou junto ao grupo uma cerimônia alternativa que ocorreu em 16 de novembro de 2023 no plenário da Alerj, onde o Grupo Arco-Íris foi homenageado com um troféu e apresentações culturais, incluindo um coral e performances de drag queens.